# Східна Азія

Східна Азія на карті півкулі

Східна Азія — історико-географічний термін, частина світу розташована на сході Азії. Вживається замість застарілого європоцентристського терміна «Далекий Схід». Охоплює територію Китаю, Північної Кореї, Південної Кореї, Японії, Монголії. Площа становить понад 11,8 млн км².

## З історії
На території Східної Азії зафіксовано прадавній центр виробництва бронзи, який розташовувався на території сучасного Таїланду й експлуатувався з кінця IV тис. до Р. Х. Час його існування обмежувався кількома сторіччями, а територіальний вплив мав доволі локальний характер. У Китаї розробку мідних родовищ і виплавку бронзи почали відносно пізно, але темпи освоєння металу й різноманітних виробів із нього були високими й характеризувалися оригінальними винаходами та високим художнім смаком майстрів. Основні центри давньокитайської металургійної провінції пов'язані з ранніми державними утвореннями династії Шан (XVI — XI ст. до Р. Х.) і Західної Чжоу (XI — VIII ст. до Р. Х.). У величезному некрополі давньої столиці династії Шан місті Іньсюй (сучасне місто Аньян, 500 км південніше Пекіна) знайдені численні сакральні бронзові посудини та скрині, які свідчать про великі досягнення давніх китайських металургів.

## Межі
Традиційно, до Східної Азії відносять такі країни: КНР, КНДР, Південну Корею, Японію, Монголію а також Гонконг і Тайвань. Спільним для всіх вищезгаданих регіонів є високий рівень сприйняття класичної китайської культури, поширення ієрогліфічної писемності, також спільними для цих країн є релігійні практики — буддизм, конфуціанство, даосизм.
Інколи до Східної Азії відносять далеко-східні території Російської Федерації.
Населення Східної Азії нараховує майже 2 мільярди чоловік, що становить близько 40 % мешканців Азії і чверть населення світу.

### Демографія
| Країна         | Площа км² | Населення     | Щільність населення км² | ІЛР (2015) | Столиця    |
| -------------- | --------- | ------------- | ----------------------- | ---------- | ---------- |
| КНР            | 9 640 011 | 1 373 000 000 | 138                     | 0.727      | Пекін      |
| Гонконг        | 1 104     | 7 298 600     | 6,390                   | 0.912      | Гонконг    |
| Японія         | 377 930   | 126 890 000   | 337                     | 0.891      | Токіо      |
| Макао          | 30        | 642 900       | 18,662                  | 0.892      | Макао      |
| Монголія       | 1 564 100 | 3 041 648     | 2                       | 0.698      | Улан-Батор |
| Північна Корея | 120 538   | 25 155 000    | 198                     | 0.595      | Пхеньян    |
| Південна Корея | 100 210   | 51,482 816    | 500                     | 0.898      | Сеул       |
| Тайвань        | 36 188    | 23 468 748    | 639                     | 0.884      | Тайбей     |

## Економіка
| Країна         | ВВП (номінал) млн USD (2015) | ВВП (номінал) на душу USD (2015) | ВП (ПКС) млн USD (2015) | ВВП (ПКС) на душу USD (2015) |
| -------------- | ---------------------------- | -------------------------------- | ----------------------- | ---------------------------- |
| КНР            | 11,384,763                   | 8,280                            | 19,509,983              | 14,189                       |
| Гонконг        | 307,790                      | 42,096                           | 414,481                 | 56,689                       |
| Японія         | 4,116,242                    | 32,480                           | 4,842,395               | 38,210                       |
| Макао          | 51,753                       | 91,376                           | 80,744                  | 142,599                      |
| Монголія       | 12,409                       | 4,179                            | 36,429                  | 12,268                       |
| Північна Корея | 11,516                       | 583                              | 40,000                  | 1,800                        |
| Південна Корея | 1,392,952                    | 27,512                           | 1,849,398               | 36,528                       |
| Тайвань        | 518,816                      | 22,082                           | 1,113,792               | 47,407                       |

## Міста

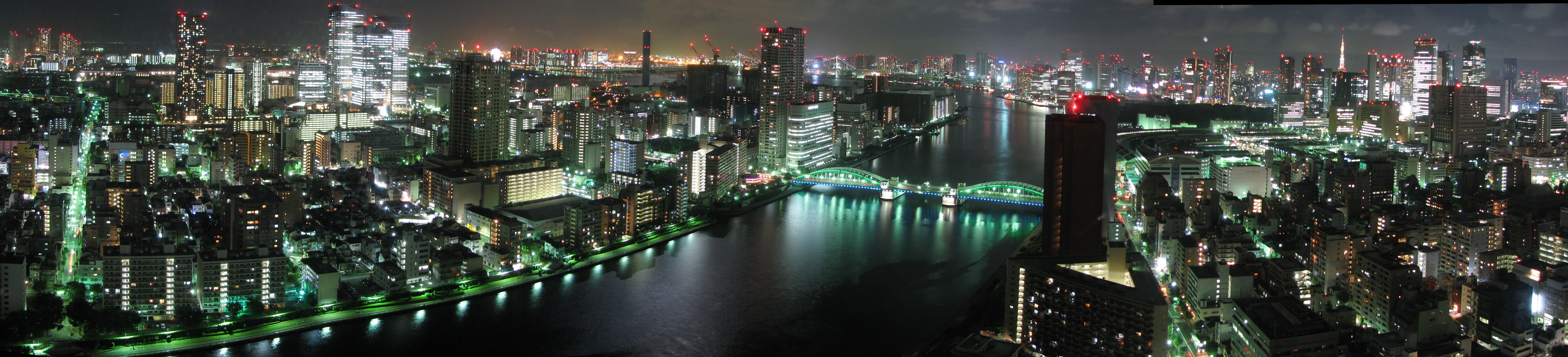
Токіо — найбільше столичне місто в світі.
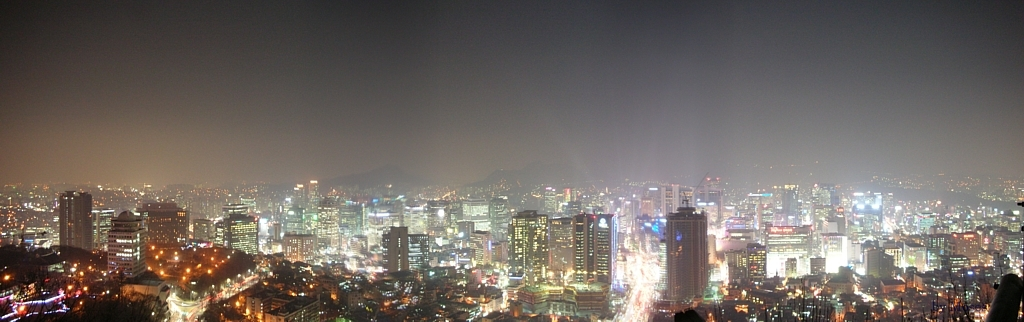
Сеул є столицею і найбільшим містом Південної Кореї, провідним світовим технологічним центром.
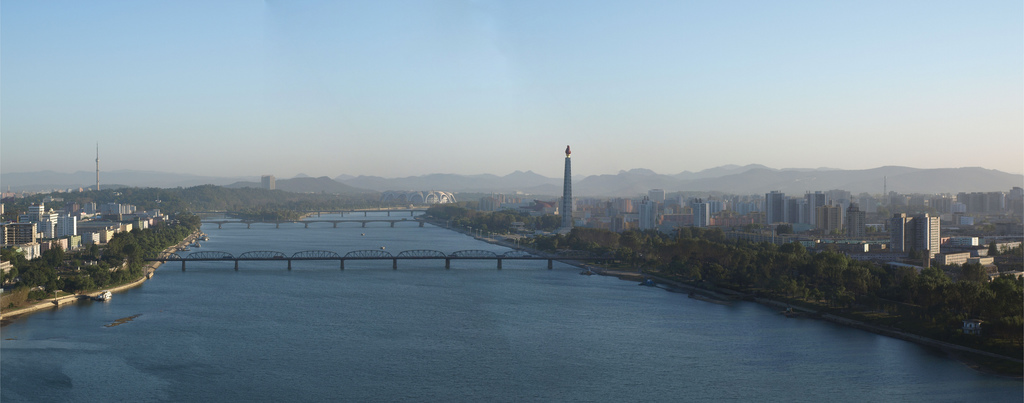
Пхеньян — столиця Північної Кореї (КНДР).
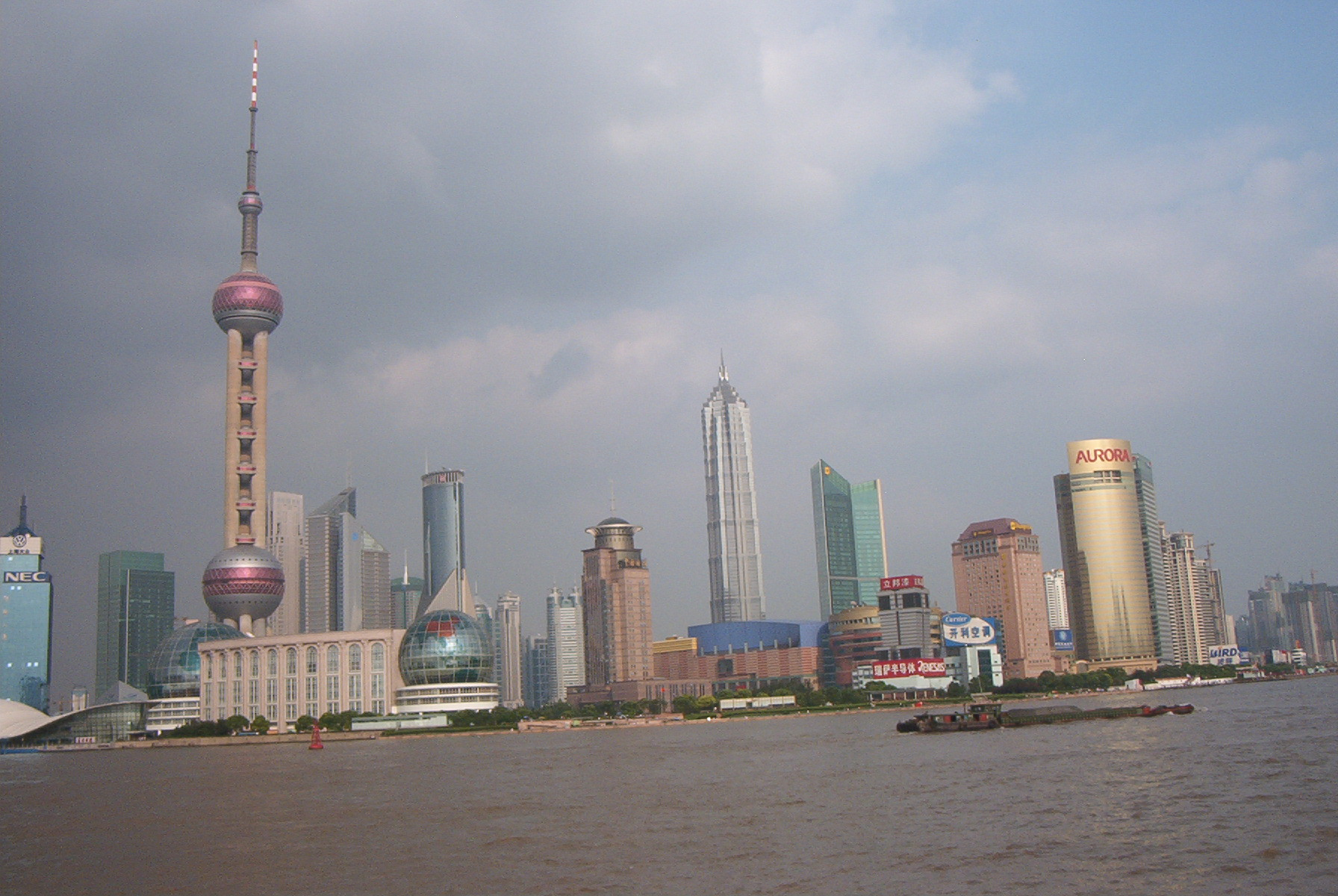
Шанхай — найбільше місто Китаю, є провідним торговим і фінансовим центром Китаю.
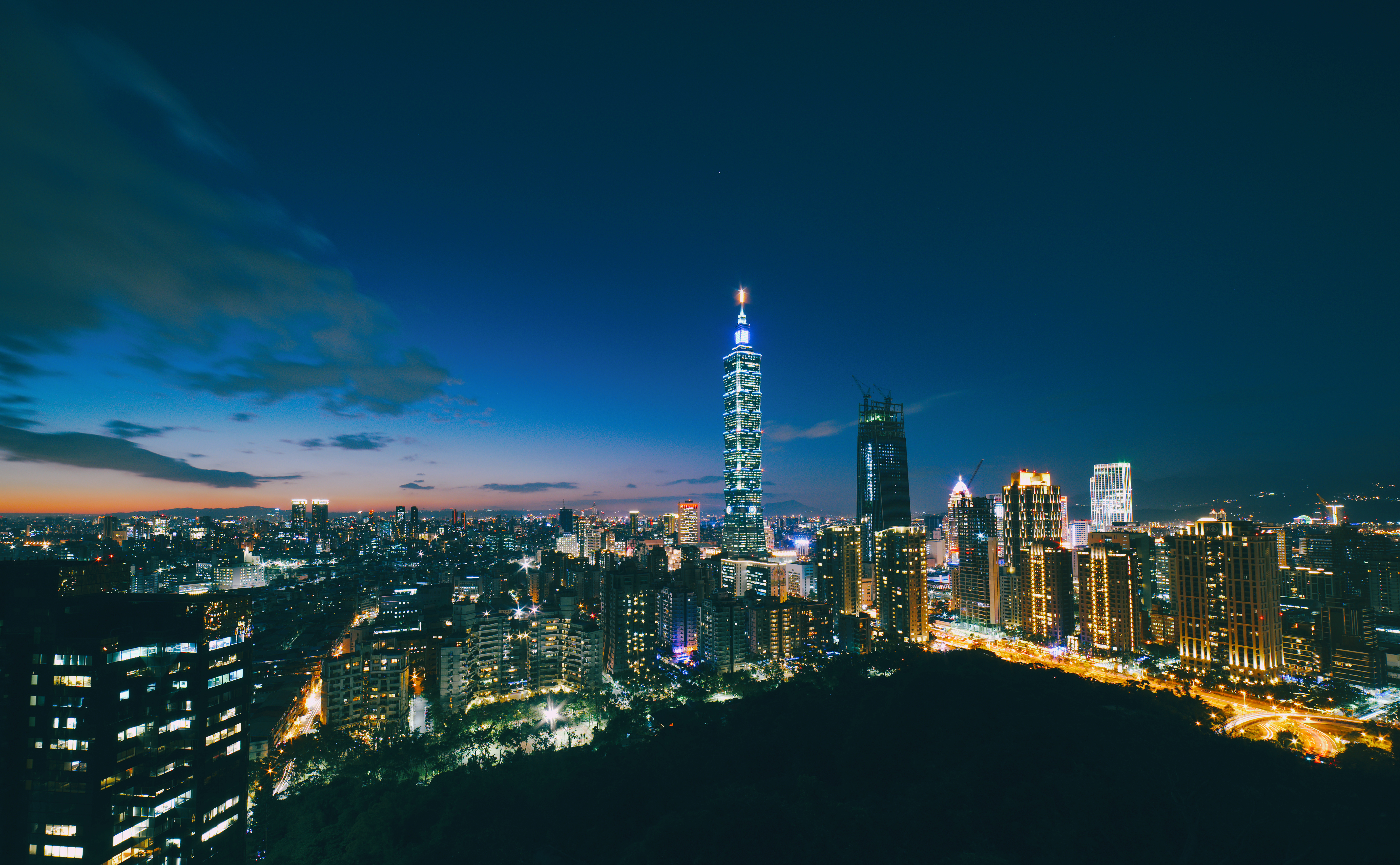
Тайбей — столиця Тайваню (Республіка Китай).
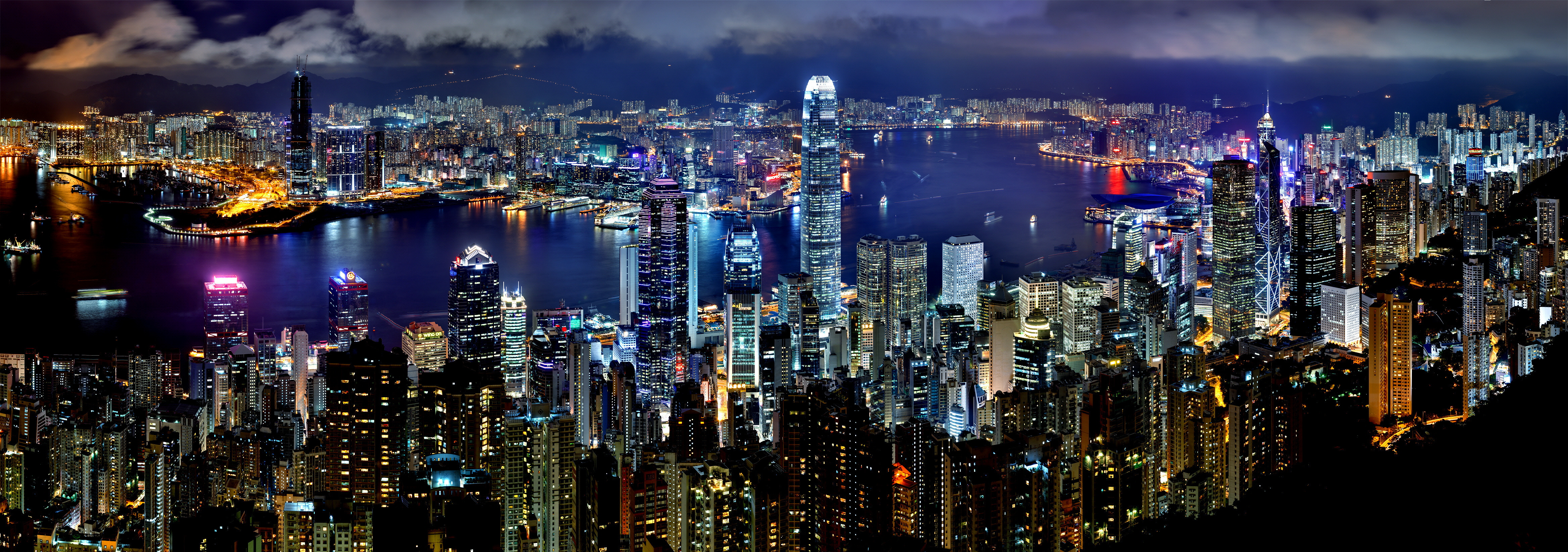
Гонконг відомий як космополітичний мегаполіс.
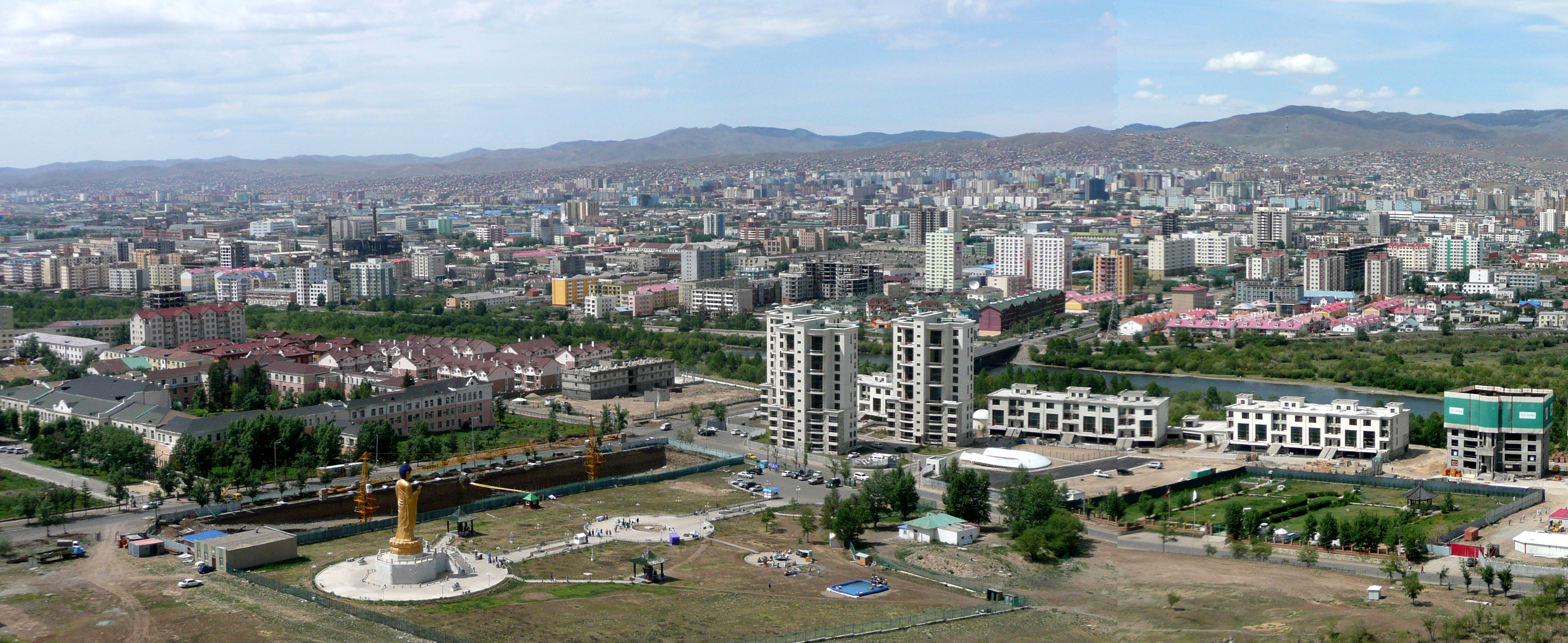
Улан-Батор є найбільшим містом в Монголії з населенням 1 млн осіб станом на 2008 рік.